# Tình yêu

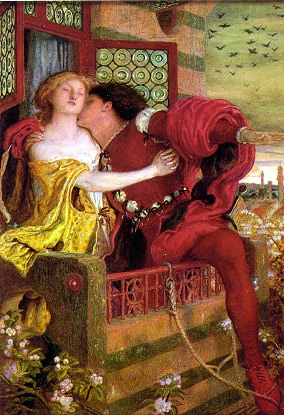
Romeo và Juliet, được miêu tả khi họ ở trên ban công trong Hồi III, 1867 của Ford Madox Brown

Tình yêu, ái tình hay gọi ngắn là tình (Tiếng Anh: love) là một loạt các cảm xúc, trạng thái tâm lý và thái độ khác nhau dao động từ tình cảm cá nhân đến niềm vui sướng. Tình yêu thường là một cảm xúc thu hút mạnh mẽ và nhu cầu muốn được ràng buộc gắn bó.
Tình yêu cũng được coi là một đức tính đại diện cho lòng tốt, lòng trắc ẩn và tình cảm của con người, như "mối quan tâm trung thành và nhân từ không ích kỷ vì lợi ích của người khác". Tình yêu cũng có thể mô tả các hành động từ bi và tình cảm đối với người khác, bản thân hoặc động vật.
Tình yêu với các hình thức khác nhau của nó hoạt động như một cảm xúc hỗ trợ chính cho các mối quan hệ giữa các cá nhân và, do tầm quan trọng tâm lý trung tâm của nó, là một trong những chủ đề phổ biến nhất trong nghệ thuật sáng tạo. Tình yêu đã được đặt ra là một chức năng để giữ cho con người cùng nhau chống lại mối đe dọa và để tạo điều kiện cho sự phát triển của loài người.
Người Hy Lạp cổ đại xác định bốn hình thức của tình yêu: Quan hệ gần gũi của họ hàng hay người thân (trong tiếng Hy Lạp, storge), tình bạn (philia), ham muốn tình dục và/hoặc cảm xúc lãng mạn (eros), và xúc cảm dành cho các giá trị tôn giáo (agape). Các tác giả hiện đại đã phân biệt các biến thể chi tiết hơn nữa của tình yêu lãng mạn. Các nền văn hóa không phải của phương Tây cũng có các biến thể khác nhau cho các trạng thái cảm xúc này. Sự đa dạng của việc sử dụng và ý nghĩa kết hợp với sự phức tạp của những cảm giác của tình yêu làm cho việc thống nhất xác định thế nào là tình yêu trở nên cực kỳ khó khăn khi so với các trạng thái cảm xúc khác.

## Định nghĩa
Từ "tình yêu" có thể có nhiều ý nghĩa liên quan nhưng khác biệt trong các bối cảnh khác nhau. Nhiều ngôn ngữ khác sử dụng nhiều từ ngữ để diễn tả một số khái niệm khác nhau của "tình yêu"; một ví dụ là có 4 từ tiếng Hy Lạp cho "tình yêu" (storge, philia, eros, agape). Khác biệt trong khái niệm tình yêu của các nền văn hóa khác nhau dẫn đến việc thành lập một định nghĩa phổ quát cho tình yêu là rất khó khăn.
Mặc dù bản chất của tình yêu là một đề tài tranh luận thường xuyên, các khía cạnh khác nhau của từ này có thể được làm rõ bằng cách xác định những gì không phải là tình yêu (từ trái nghĩa của nó). Tình yêu như một biểu hiện chung của tâm lý tích cực (một hình thức mạnh mẽ của ưa thích) thường trái ngược với ghét bỏ (hoặc thờ ơ theo nghĩa trung tính); nếu tình yêu như một hình thức tình cảm thân mật bao gồm nhiều cảm xúc lãng mạn và ít cảm xúc tình dục, khi đó thường có nghĩa trái ngược với ham muốn; còn nếu tình yêu như một mối quan hệ giữa các cá nhân với cảm xúc lãng mạn, khi đó tình yêu đôi khi mang nghĩa trái ngược với tình bạn, mặc dù tình yêu thường được áp dụng cho các tình bạn gần gũi. (Nghĩa mơ hồ hơn nữa áp dụng cho các từ như "bạn gái", "bạn trai", hay thành ngữ "chỉ là bạn tốt").
Thảo luận tình yêu một cách trừu tượng thường đề cập đến một trải nghiệm một người cảm thông với một người khác. Tình yêu thường liên quan đến việc chăm sóc cho một người hay một vật (thuyết chăm sóc về tình yêu), bao gồm cả bản thân mình (tự ngưỡng mộ bản thân - narcissism). Ngoài sự khác biệt giữa các văn hóa trong sự hiểu biết về tình yêu, quan điểm về tình yêu cũng đã thay đổi rất nhiều theo thời gian. Một số nhà sử học trong giai đoạn Phục Hưng châu Âu hoặc sau thời Trung Cổ lại có quan niệm hiện đại về tình yêu lãng mạn, mặc dù sự tồn tại các cảm xúc lãng mạn được các bài thơ tình cổ đại ghi nhận.
Tính chất phức tạp và trừu tượng của tình yêu thường tạo ra các thành ngữ về tình yêu, ở đó tình yêu vượt trên mọi cảm xúc khác. Dẫn chứng là một số câu tục ngữ thông thường về tình yêu, từ "Tình yêu sẽ chiến thắng tất cả" của Virgil đến "Tất cả thứ bạn cần là tình yêu" của Beatles. Thánh Thomas Aquinas, sau Aristotle, định nghĩa tình yêu là "tạo ra điều tốt lành cho người khác." Bertrand Russell mô tả tình yêu như một điều kiện "có giá trị tuyệt đối", trái ngược với giá trị tương đối. Nhà triết học Gottfried Leibniz nói tình yêu là "vui mừng vì hạnh phúc của người khác." Nhà sinh học Jeremy Griffith định nghĩa tình yêu là "lòng vị tha vô điều kiện".
Nhà văn Lê Văn Hùng trong cuốn sách Nghệ thuật chinh phục trái tim (NXB Đồng Nai,1994) của ông, nơi trang 12 ông đã định nghĩa tình yêu như sau: “Tình yêu là một tình cảm tự nhiên của con người. Nó có thể là một sự trực cảm từ trái tim đến trái tim; hoặc có khi nó thông qua sự soi sáng của lý trí .Tình cảm đó là mạnh mẽ, thiêng liêng, bất diệt và huyền nhiệm. Nó là cội nguồn, là động lực của tất cả mọi thứ trên trên đời. Và chỉ khi nào bạn nhận ra rằng trên đời này không còn gì quý hơn nó thì đó chính là lúc bạn đã cảm nhận được thế nào là tình yêu”
(Nguồn : https://anhhoahong2.violet.vn/entry/the-nao-la-tinh-yeu-12246108.html%5B%5D)
 Tình yêu phi cá nhân
Mọi người có thể nói là yêu một đối tượng, nguyên tắc hoặc mục tiêu mà họ cam kết sâu sắc và có giá trị rất lớn. Ví dụ, sự tiếp cận từ bi và "tình yêu" của người làm công tác tình nguyện về nguyên nhân của họ đôi khi có thể được sinh ra không phải do tình yêu giữa các cá nhân mà là tình yêu phi cá nhân, lòng vị tha và niềm tin chính trị hoặc tinh thần mạnh mẽ. Mọi người cũng có thể "yêu" các vật thể, động vật hoặc các hoạt động nếu họ đầu tư vào việc gắn kết hoặc đồng nhất với những thứ đó. Nếu đam mê tình dục cũng có liên quan, thì cảm giác này được gọi là lệch lạc tình dục - paraphilia. Một nguyên tắc phổ biến mà mọi người nói rằng thứ họ yêu là chính cuộc sống.

## Tình yêu cá nhân giữa con người với nhau

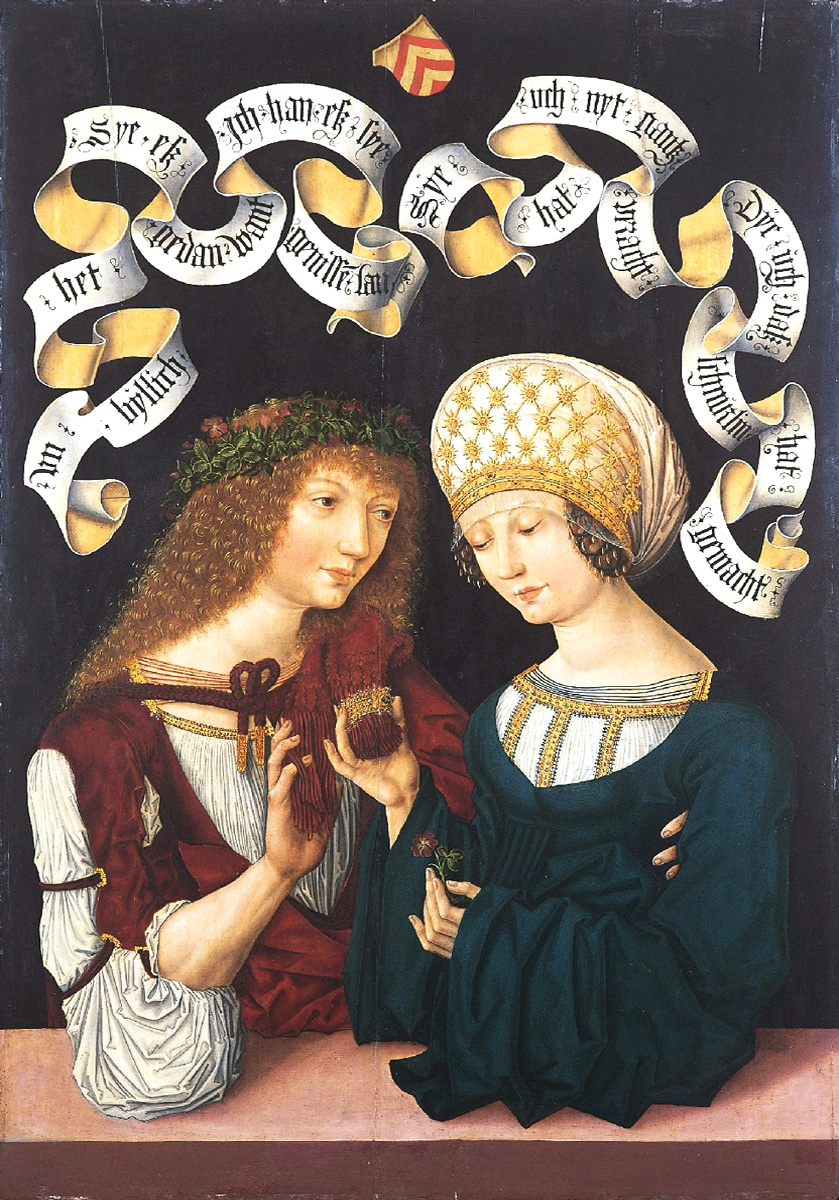
Pair of Lovers. 1480–1485

Tình yêu thương liên quan đến tình yêu giữa con người. Đó là một tình cảm mạnh mẽ hơn nhiều so với một cảm xúc thích thú đơn giản đối với một người. Tình yêu không được đáp lại liên quan đến những cảm xúc của tình yêu đơn phương. Tình yêu thương người-người gắn liền với mối quan hệ giữa các cá nhân. Tình yêu đó có thể tồn tại giữa các thành viên trong gia đình, bạn bè, và các cặp vợ chồng. Ngoài ra còn có một số rối loạn tâm lý liên quan đến tình yêu, chẳng hạn như erotomania.

### Cơ sở sinh học
Các mô hình sinh học tình dục có xu hướng xem tình yêu như động lực của động vật có vú, giống như động lực khi đói hoặc khát. Helen Fisher, một chuyên gia hàng đầu trong chủ đề tình yêu, phân chia trải nghiệm tình yêu thành ba giai đoạn có chồng lấn lên nhau: ham muốn, thu hút và gắn bó. Ham muốn là cảm giác ham muốn tình dục; hấp dẫn lãng mạn xác định những gì con người cho là hấp dẫn và theo đuổi, tiết kiệm thời gian và năng lượng bằng cách lựa chọn; và sự gắn kết liên quan đến việc chia sẻ một gia đình, trách nhiệm làm cha mẹ, bảo vệ lẫn nhau, và ở con người có liên quan đến cảm giác an toàn và an ninh. Ba loại mô thần kinh khác nhau, bao gồm cả các chất dẫn truyền xung thần kinh và ba mô hình hành vi, có liên quan đến ba kiểu tình yêu lãng mạn này.
Ham muốn là đam mê tình dục ban đầu nhằm thúc đẩy giao phối, và liên quan đến sự tăng mạnh của hóa chất như testosterone và estrogen. Những tác dụng này hiếm khi kéo dài hơn một vài tuần hoặc vài tháng. Thu hút là mong muốn cá nhân và lãng mạn hơn đối với một ứng cử viên cụ thể để giao phối, phát triển từ ham muốn như cam kết đối với một người riêng lẻ. Các nghiên cứu gần đây trong khoa học thần kinh đã chỉ ra rằng khi con người rơi vào tình yêu, não liên tục phát hành một tập hợp một số hóa chất, trong đó có hormone dẫn truyền thần kinh, dopamine, norepinephrine, và serotonin, các hợp chất tương tự phát hành bởi amphetamine, kích thích của não trung tâm khoái cảm và dẫn đến tác dụng phụ như tăng nhịp tim, chán ăn và khó ngủ và cảm giác hưng phấn mãnh liệt. Nghiên cứu đã chỉ ra rằng giai đoạn này thường kéo dài từ một năm rưỡi đến ba năm.
Vì các giai đoạn ham muốn và thu hút đều được coi là tạm thời, nên giai đoạn thứ ba là cần thiết cho các mối quan hệ lâu dài. Gắn bó là sự gắn kết thúc đẩy các mối quan hệ kéo dài trong nhiều năm và thậm chí nhiều thập kỷ. Sự gắn bó thường dựa trên các cam kết như hôn nhân và con cái, hoặc dựa trên tình bạn lẫn nhau dựa trên những thứ như lợi ích chung. Nó đã được liên kết với mức độ cao hơn của hóa chất oxytocin và vasopressin ở mức độ lớn hơn so với các mối quan hệ ngắn hạn tạo ra. Enzo Emanuele và đồng nghiệp đã báo cáo phân tử protein được gọi là yếu tố tăng trưởng thần kinh (NGF) có mức độ cao khi người ta mới yêu, nhưng chúng trở lại mức trước đó sau một năm.

### Cơ sở tâm lý

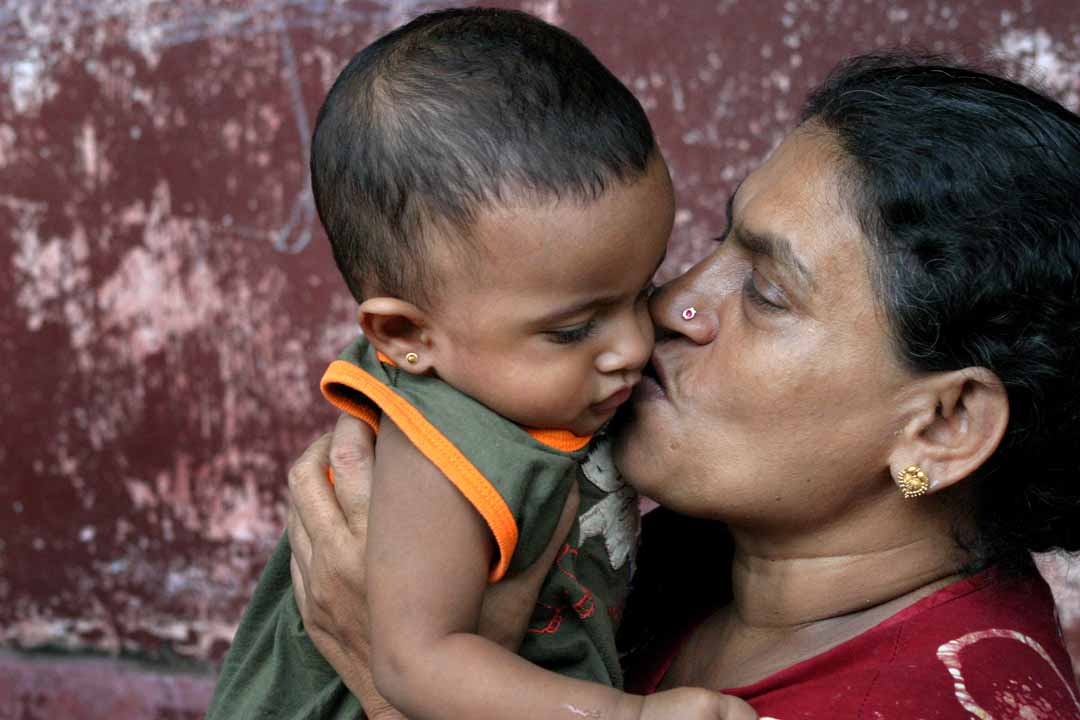
Bà và cháu ở Sri Lanka

Tâm lý học miêu tả tình yêu như một hiện tượng nhận thức và xã hội. Nhà tâm lý học Robert Sternberg đã đưa ra một lý thuyết tam giác tình yêu và cho rằng tình yêu có ba thành phần khác nhau: sự thân mật, sự cam kết và niềm đam mê. Sự thân mật là một hình thức trong đó hai người chia sẻ những tâm sự và nhiều chi tiết khác nhau về cuộc sống cá nhân của họ, và thường được thể hiện trong tình bạn và những chuyện tình lãng mạn. Cam kết, mặt khác, là kỳ vọng rằng mối quan hệ là vĩnh viễn. Hình thức cuối cùng của tình yêu là sự hấp dẫn và đam mê tình dục. Tình yêu đam mê được thể hiện trong sự mê đắm cũng như tình yêu lãng mạn. Tất cả các hình thức của tình yêu được xem là sự kết hợp khác nhau của ba thành phần này. Không yêu không bao gồm bất kỳ thành phần nào trong số này. Ưa thích chỉ bao gồm sự thân mật. Say đắm chỉ bao gồm đam mê. Tình yêu trống rỗng chỉ bao gồm sự cam kết. Tình yêu lãng mạn bao gồm cả sự thân mật và đam mê. Tình yêu đồng hành bao gồm sự thân mật và cam kết. Tình yêu say đắm bao gồm đam mê và cam kết. Cuối cùng, tình yêu hoàn hảo bao gồm cả ba thành phần. Nhà tâm lý học người Mỹ Zick Rubin đã tìm cách xác định tình yêu bằng tâm lý học vào những năm 1970. Tác phẩm của ông nói rằng ba yếu tố cấu thành tình yêu: là sự gắn bó, quan tâm và sự thân mật.
Sau những phát triển trong các lý thuyết điện như định luật Coulomb, cho thấy các điện tích dương và âm thu hút, các lý thuyết tương tự trong cuộc sống của con người đã được phát triển, như "ngược nhau thu hút nhau". Trong thế kỷ qua, nghiên cứu về bản chất của việc giao phối của con người nói chung đã cho thấy điều này không đúng khi nói về tính cách: con người có xu hướng thích những người giống mình. Tuy nhiên, trong một số lĩnh vực bất thường và cụ thể, chẳng hạn như hệ thống miễn dịch, dường như con người thích những người khác không giống mình (ví dụ, với hệ thống miễn dịch trực giao), vì điều này sẽ dẫn đến một đứa trẻ có cả hai thế giới tốt nhất. Trong những năm gần đây, các lý thuyết liên kết khác nhau của con người đã được phát triển, được mô tả dưới dạng các ràng buộc, liên kết và ái lực. Một số tác giả phương Tây phân chia thành hai thành phần chính, đó là lòng vị tha và tự yêu bản thân. Quan điểm này được thể hiện trong các tác phẩm của Scott Peck, người có công việc trong lĩnh vực tâm lý học ứng dụng đã khám phá các định nghĩa về tình yêu và cái ác. Peck khẳng định rằng tình yêu là sự kết hợp giữa "mối quan tâm đối với sự phát triển tâm linh của người khác" và sự tự yêu bản thân đơn giản. Kết hợp lại, tình yêu là một hoạt động, không chỉ đơn giản là một cảm giác.
Nhà tâm lý học Erich Fromm đã nêu trong cuốn sách Nghệ thuật yêu thương rằng tình yêu không chỉ đơn thuần là một cảm giác mà còn là hành động, và trên thực tế, "cảm giác" của tình yêu là bề ngoài so với cam kết của một người về tình yêu thông qua một loạt các hành động yêu thương qua thời gian. Theo nghĩa này, Fromm cho rằng tình yêu cuối cùng không phải là một cảm giác, mà là một cam kết và tuân thủ, hành động yêu thương đối với người khác, với chính mình, hoặc với nhiều người khác, trong một thời gian bền vững. Fromm cũng mô tả tình yêu là một lựa chọn có ý thức rằng trong giai đoạn đầu của nó có thể bắt nguồn từ một cảm giác không tự nguyện, nhưng sau đó không còn phụ thuộc vào những cảm xúc đó, mà chỉ phụ thuộc vào cam kết có ý thức.

### Cơ sở tiến hóa

Bức tường tình yêu trên đồi Montmartre ở Paris: "Anh yêu em" bằng 250 ngôn ngữ

Tâm lý học tiến hóa đã cố gắng đưa ra nhiều lý do cho tình yêu như là một công cụ sinh tồn. Con người phụ thuộc vào sự giúp đỡ của cha mẹ trong phần lớn cuộc sống của họ so với các động vật có vú khác. Do đó, tình yêu đã được coi là một cơ chế để thúc đẩy sự hỗ trợ của cha mẹ trong thời gian dài này. Hơn nữa, các nhà nghiên cứu ngay từ đầu Charles Darwin đã xác định các đặc điểm độc đáo của tình yêu con người so với các động vật có vú khác và tình yêu là yếu tố chính để tạo ra các hệ thống hỗ trợ xã hội cho phép phát triển và mở rộng loài người. Một yếu tố khác có thể là các bệnh lây truyền qua đường tình dục có thể gây ra, trong số các tác động khác, làm giảm khả năng sinh sản vĩnh viễn, gây tổn thương cho thai nhi và làm tăng các biến chứng khi sinh con. Điều này sẽ ủng hộ các mối quan hệ một vợ một chồng hơn là đa phu thê.

### So sánh các mô hình khoa học
Các mô hình sinh học của tình yêu có xu hướng xem nó như một động lực của động vật có vú, tương tự như đói hoặc khát. Tâm lý học xem tình yêu là một hiện tượng văn hóa xã hội nhiều hơn. Chắc chắn tình yêu bị ảnh hưởng bởi hormone (như oxytocin), neurotrophins (như NGF) và pheromone, và cách mọi người suy nghĩ và hành xử trong tình yêu bị ảnh hưởng bởi quan niệm của họ về tình yêu. Quan điểm thông thường trong sinh học là có hai động lực chính trong tình yêu: sự hấp dẫn và sự gắn bó tình dục. Sự gắn bó giữa người lớn được cho là hoạt động theo cùng một nguyên tắc khiến trẻ sơ sinh trở nên gắn bó với mẹ. Quan điểm tâm lý truyền thống coi tình yêu là sự kết hợp giữa tình yêu đồng hành và tình yêu đam mê. Tình yêu đam mê là khao khát mãnh liệt, và thường đi kèm với hưng phấn sinh lý (khó thở, nhịp tim nhanh); tình yêu đồng hành là tình cảm và một cảm giác thân mật không đi kèm với hưng phấn sinh lý.

## Quan điểm văn hóa

### Hy Lạp cổ đại

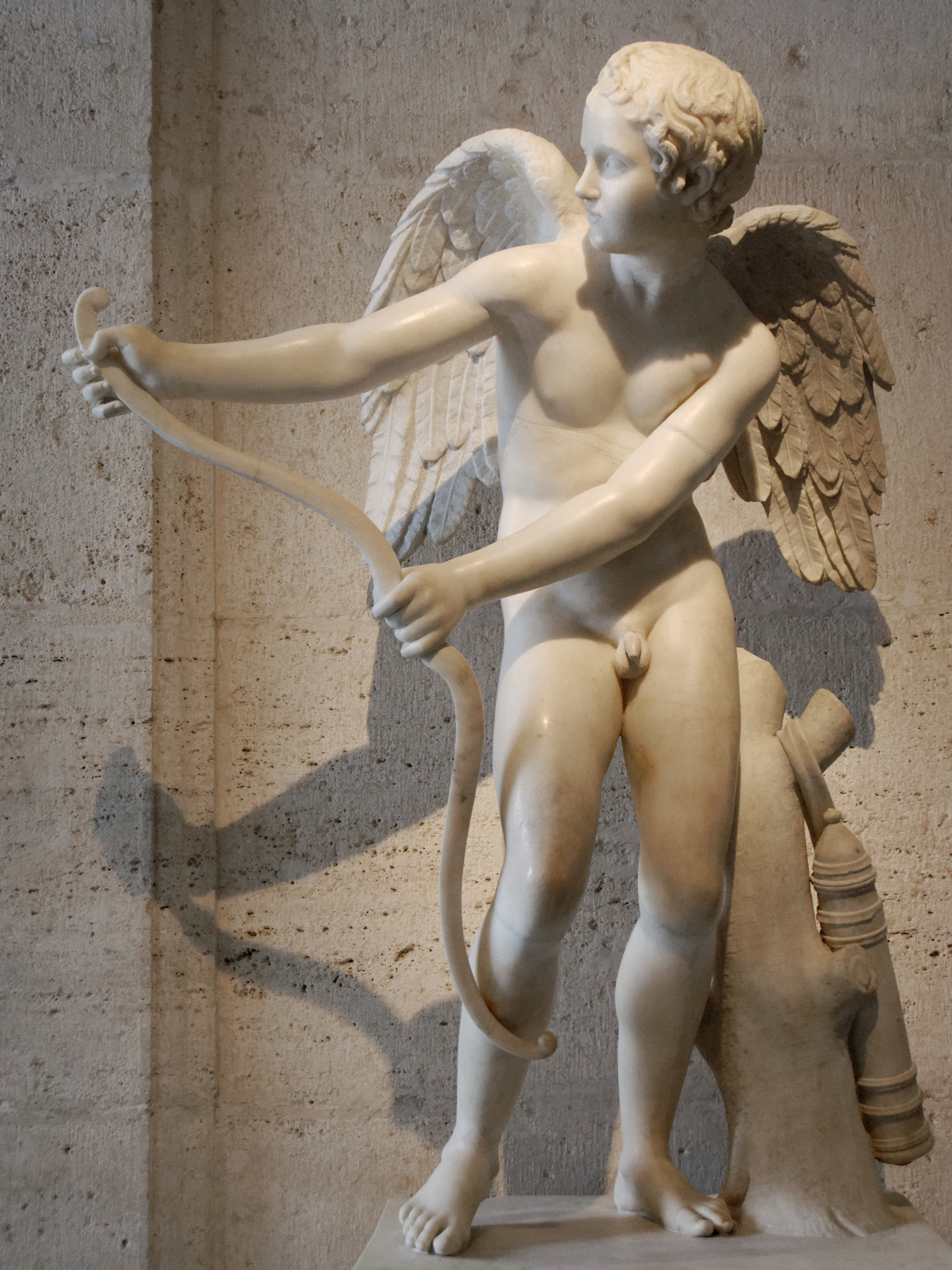
Bản sao La Mã của một tác phẩm điêu khắc Hy Lạp của Lysippus mô tả Eros, nhân cách hóa Hy Lạp của tình yêu lãng mạn

Tiếng Hy Lạp phân biệt một số giác quan khác nhau trong đó từ "tình yêu" được sử dụng. Hy Lạp cổ đại đã xác định bốn hình thức của tình yêu: quan hệ họ hàng hay quen thuộc (trong tiếng Hy Lạp, storge), tình bạn và/hoặc mong muốn thuần khiết (philia), tình dục và/hoặc ham muốn lãng mạn (eros), và tự quên mình hoặc tình yêu của Thiên Chúa (agape). Các tác giả hiện đại đã phân biệt nhiều loại tình yêu lãng mạn. Tuy nhiên, với tiếng Hy Lạp (cũng như nhiều ngôn ngữ khác), về mặt lịch sử, việc phân tách ý nghĩa của những từ này một cách hoàn toàn là rất khó khăn. Đồng thời, văn bản Hy Lạp cổ đại của Kinh Thánh có ví dụ về động từ agapo có cùng ý nghĩa với phileo.
Agape (ἀγάπη agápē) có nghĩa là tình yêu trong tiếng Hy Lạp hiện đại. Thuật ngữ s'agapo có nghĩa là tôi yêu bạn trong tiếng Hy Lạp. Từ agapo là động từ tôi yêu. Nó thường đề cập đến một loại tình yêu "thuần khiết", hơn là sự hấp dẫn thể xác của eros. Tuy nhiên, có một số ví dụ về agape được sử dụng có nghĩa tương tự như eros. Nó cũng đã được dịch là "tình yêu của tâm hồn."
Eros (ἔρως érōs) (từ vị thần Hy Lạp Eros) là tình yêu nồng nàn, với ham muốn nhục dục và khao khát. Từ erota trong tiếng Hy Lạp có nghĩa là trong tình yêu. Plato đã tinh chỉnh lại định nghĩa của riêng mình. Mặc dù eros ban đầu được cảm nhận cho một người, nhưng với sự suy ngẫm, nó trở thành sự đánh giá cao vẻ đẹp bên trong người đó, hoặc thậm chí trở thành sự đánh giá cao về chính cái đẹp. Eros giúp linh hồn nhớ lại kiến thức về cái đẹp và góp phần hiểu biết về sự thật tâm linh. Những người yêu thích và triết gia đều được truyền cảm hứng để tìm kiếm sự thật bằng eros. Một số bản dịch liệt kê nó là "tình yêu của cơ thể".
Philia (φιλία philía), một tình yêu đạo đức không khoan nhượng, là một khái niệm được Aristotle đề cập và phát triển trong cuốn sách Nicomachean Ethics VIII của ông. Nó bao gồm sự trung thành với bạn bè, gia đình và cộng đồng, và đòi hỏi phải có đức hạnh, bình đẳng và sự quen thuộc. Philia được thúc đẩy bởi lý do thực tế; một hoặc cả hai bên được hưởng lợi từ mối quan hệ. Nó cũng có thể có nghĩa là "tình yêu của tâm trí."
Storge στοργή repositorygē) là tình cảm tự nhiên, giống như cảm xúc của cha mẹ dành cho con cái.
Xenia (ξεί xen xenía), lòng hiếu khách, là một thực hành cực kỳ quan trọng ở Hy Lạp cổ đại. Đó là một tình bạn gần như được nghi thức hóa được hình thành giữa một người chủ nhà và khách, người trước đây có thể là người lạ. Chủ nhà cho ăn và cung cấp chỗ ngủ cho khách, với khách dự kiến sẽ chỉ đáp lại với lòng biết ơn. Tầm quan trọng của điều này có thể được thấy trong các tác phẩm của thần thoại Hy Lạp - đặc biệt là trong các tác phẩm của Homer, Iliad và Odyssey.

### La Mã cổ đại (tiếng Latin)
Ngôn ngữ Latinh có một số động từ khác nhau tương ứng với từ tiếng Anh "love". amō là động từ cơ bản có nghĩa là tôi yêu, với amare hàm nghĩa nguyên bản (động từ yêu) như ngày nay vẫn còn áp dụng trong tiếng Ý. Người La Mã đã sử dụng nó cả theo nghĩa trìu mến cũng như theo nghĩa lãng mạn hay tình dục. Từ động từ này đến danh từ amans - người yêu, amator, "người yêu chuyên nghiệp", thường với khái niệm là bạn tình của người dâm dục và amica, "bạn gái" theo nghĩa tiếng Anh, thường được áp dụng với nghĩa hoa mỹ để chỉ một cô gái điếm. Danh từ tương ứng là amor (ý nghĩa của thuật ngữ này đối với người La Mã được minh họa rất rõ trong thực tế, đó là tên của Thành phố, Rome theo tiếng Muffin Latin: Roma  được xem như một phép đảo chữ của amor, được sử dụng làm tên bí mật của thành phố này trong các cộng đồng người rộng lớn vào thời cổ đại), cũng được sử dụng ở dạng số nhiều để biểu thị các vấn đề tình yêu hoặc các cuộc phiêu lưu tình dục. Gốc từ chung này cùng cũng phái sinh ra các từ amicus - "người bạn" - và amicitia, "tình bạn" (thường dựa cho lợi ích chung, và tương ứng đôi khi chặt chẽ hơn đến "nợ nần" hoặc "ảnh hưởng"). Cicero đã viết một chuyên luận có tên Về tình bạn (de Amicitia), trong đó ông thảo luận về khái niệm này một cách khá chi tiết. Ovid đã viết một hướng dẫn để hẹn hò được gọi là Ars Amatoria (Nghệ thuật của tình yêu), trong đó đề cập sâu hơn đến tất cả mọi thứ, từ ngoại tình đến những cha mẹ bảo vệ con quá mức.
Latin đôi khi sử dụng từ amare trong khi tiếng Anh chỉ cần nói like (thích). Tuy nhiên, khái niệm này thường được thể hiện bằng tiếng Latinh nhiều hơn bằng thuật ngữ placere hoặc delectāre, được sử dụng nhiều hơn thông thường, sau này được sử dụng thường xuyên trong thơ tình của Catullus. Diligere thường có khái niệm "tình cảm", "quý trọng" và hiếm khi được sử dụng cho tình yêu lãng mạn. Từ này sẽ thích hợp để mô tả tình bạn của hai người đàn ông. Tuy nhiên, danh từ tương ứng diligentia có ý nghĩa của "sự siêng năng" hoặc "cẩn thận" và có ít sự trùng lặp về ngữ nghĩa với động từ. Observare là một từ đồng nghĩa với diligentia; mặc dù nhận thức bằng tiếng Anh, động từ này và danh từ tương ứng của nó, obsantia, thường biểu thị "lòng tự trọng" hoặc "tình cảm". Caritas được sử dụng trong các bản dịch tiếng Latinh của Kinh thánh Kitô giáo có nghĩa là "tình yêu mang tính từ thiện"; ý nghĩa này, tuy nhiên, không được tìm thấy trong văn học La Mã ngoại giáo cổ điển. Vì nó phát sinh từ một sự kết hợp với một từ Hy Lạp, nó không có động từ tương ứng.

### Trung Quốc và các nền văn hóa Sinic khác

愛 (Mandarin: ái), chữ Hán phồn thể Trung Quốc thể hiện tình yêu, chứa một trái tim 心: tâm) ở giữa.

Hai nền tảng triết học của tình yêu tồn tại trong chữ Hán phồn thể của Trung Quốc, một từ Nho giáo trong đó nhấn mạnh đến hành động và nghĩa vụ trong khi cái còn lại đến từ Mặc gia hướng tới một tình yêu phổ quát. Một khái niệm cốt lõi của Nho giáo là 仁  (ren, lòng nhân từ), tập trung vào nghĩa vụ, hành động và thái độ trong một mối quan hệ hơn là chính tình yêu. Trong Nho giáo, người ta thể hiện lòng nhân từ bằng cách thực hiện các hành động như lòng hiếu thảo của con cái, lòng tốt của cha mẹ, sự trung thành với nhà vua, v.v...
Khái niệm về 愛  (piyin: ài, âm Hán Việt: ái), được nhà triết học Trung Quốc Mặc Tử phát triển vào thế kỷ thứ 4 TCN nhằm phản ứng với tình yêu nhân từ của Nho giáo. Mặc Tử đã cố gắng để thay thế những gì ông coi là sự quá gắn bó của người Trung Quốc với cấu trúc gia đình và gia tộc với khái niệm "tình yêu phổ quát" (兼愛, jiān'ài, âm Hán Việt: kiêm ái). Về vấn đề này, Mặc Tử đã lập luận trực tiếp chống lại Nho giáo, những người tin rằng việc mọi người quan tâm đến những người khác nhau ở các mức độ khác nhau là tự nhiên và đúng đắn. Ngược lại, Mặc Tử tin rằng mọi người về nguyên tắc nên quan tâm đến tất cả mọi người như nhau. Mặc Tử nhấn mạnh rằng thay vì chấp nhận những thái độ khác nhau đối với những người khác nhau, tình yêu nên là vô điều kiện và được trao cho mọi người mà không quan tâm đến việc đáp lại; không chỉ với bạn bè, gia đình và các mối quan hệ Nho giáo khác. Sau này trong Phật giáo Trung Quốc, thuật ngữ Ái (愛) đã được áp dụng để đề cập đến một tình yêu nồng nhiệt, chăm sóc và được coi là một mong muốn cơ bản. Trong Phật giáo, ái được xem là có khả năng hoặc là vị kỷ hoặc là vị tha, và vị tha là yếu tố then chốt để giác ngộ.
Trong tiếng Quan Thoại, 愛  (ài, âm Hán Việt: ái) thường được sử dụng như là tương đương với khái niệm tình yêu phương Tây. 愛 (ài) được sử dụng làm cả động từ (vd 我愛你, Wǒ ài nǐ, hoặc "Anh yêu em") và một danh từ (ví dụ như 愛情 àiqíng, hay "ái tình"). Tuy nhiên, do ảnh hưởng của Nho giáo 仁 (rén, nhân), cụm từ 我愛你  (Wǒ ài nǐ, anh yêu em) mang trong nó ý thức trách nhiệm, cam kết và lòng trung thành rất rõ nét. Thay vì thường xuyên nói "Anh yêu em" như trong một số xã hội phương Tây, người Trung Quốc thường thể hiện cảm xúc yêu thương theo cách giản dị hơn. Do đó, "Anh thích em" (我喜欢你, Wǒ xǐhuan nǐ) là một cách phổ biến hơn để thể hiện tình cảm trong tiếng Trung; nó vui tươi hơn và ít nghiêm trọng hơn. Điều này cũng đúng trong tiếng Nhật (suki da, 好きだ).

### Nhật Bản
Ngôn ngữ Nhật Bản sử dụng ba từ để truyền đạt tiếng Anh tương đương với "tình yêu". Bởi vì "tình yêu" bao trùm một loạt các cảm xúc và hiện tượng hành vi, có nhiều sắc thái phân biệt ba thuật ngữ. Thuật ngữ ai (愛), thường được liên kết với tình mẫu tử hoặc tình yêu vị tha, ban đầu được gọi là vẻ đẹp và thường được sử dụng trong bối cảnh tôn giáo. Sau cuộc Duy tân Minh Trị năm 1868, thuật ngữ này đã gắn liền với "tình yêu" để dịch văn học phương Tây. Trước ảnh hưởng của phương Tây, từ koi (恋)  thường thể hiện tình yêu lãng mạn, và thường là đối tượng của bộ sưu tập thơ Nhật Bản phổ biến Man'yōshū. Koi mô tả sự mong muốn một người khác giới và thường được hiểu là có tính ích kỷ.  Nguồn gốc của thuật ngữ này xuất phát từ khái niệm cô đơn là kết quả của sự xa cách với người mình yêu thương. Mặc dù việc sử dụng từ koi hiện đại tập trung vào tình yêu và sự mê đắm tình dục, Manyō đã sử dụng thuật ngữ này để đề cập đến một loạt các tình huống, bao gồm sự dịu dàng, lòng nhân từ và ham muốn vật chất. Thuật ngữ thứ ba, ren'ai (恋愛), là một cấu trúc hiện đại hơn, kết hợp các ký tự kanji cho cả ai và koi, mặc dù cách sử dụng của nó gần giống với koi dưới dạng tình yêu lãng mạn.

### Ấn Độ

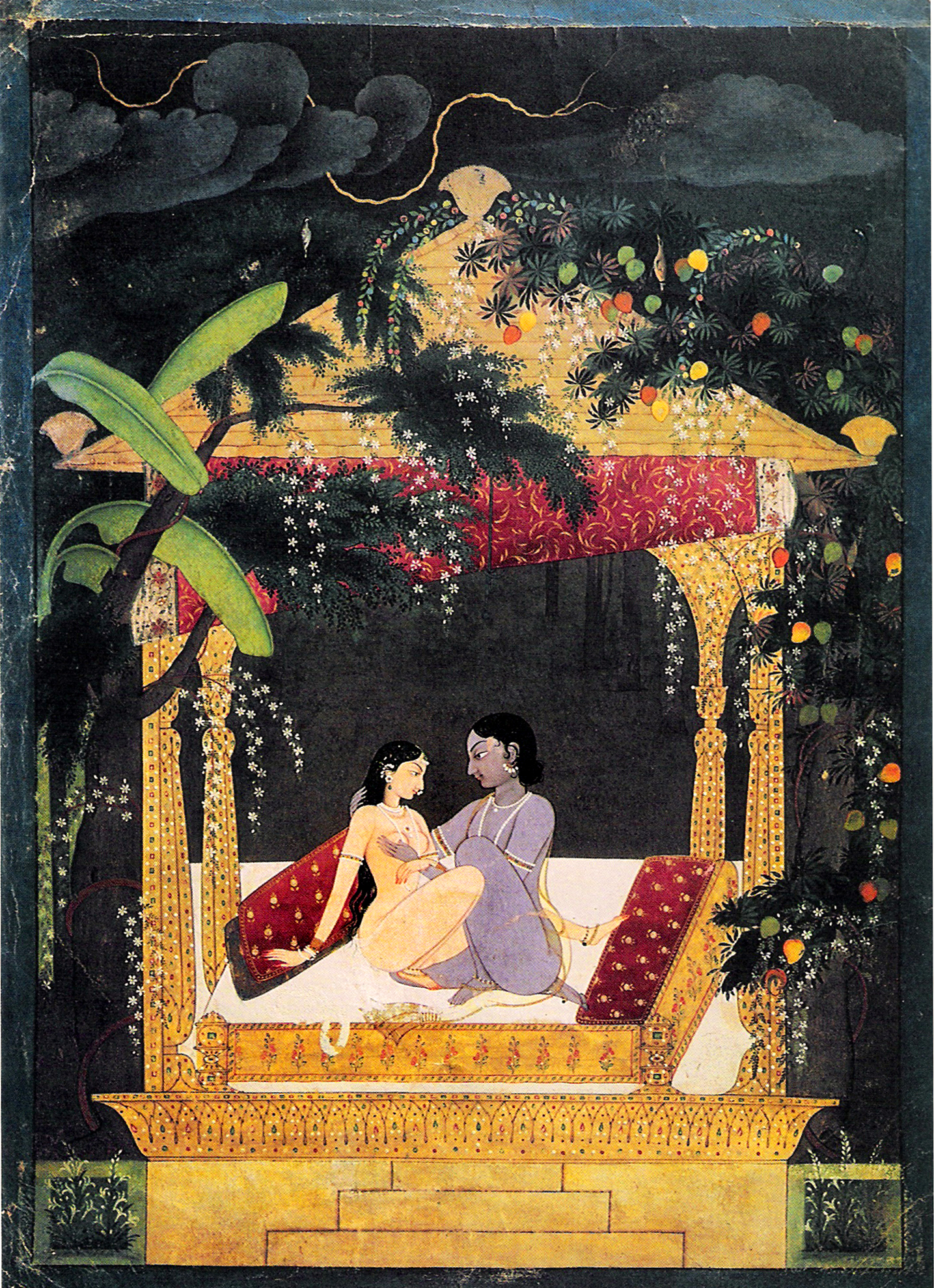
Tranh vẽ thần Hindu Krishna và người tình Radha đang quan hệ tình dục.

Trong văn học đương đại, kama thường đề cập đến ham muốn tình dục. Tuy nhiên, thuật ngữ này cũng đề cập đến bất kỳ sự hưởng thụ cảm giác, sự hấp dẫn cảm xúc và niềm vui thẩm mỹ như từ nghệ thuật, khiêu vũ, âm nhạc, hội họa, điêu khắc và thiên nhiên.
Khái niệm kama được tìm thấy trong một số câu thơ được biết đến sớm nhất trong kinh Vệ đà. Ví dụ, quyển 10 của Rig Veda mô tả việc tạo ra vũ trụ từ hư vô bởi sức nóng lớn. Trong bài thánh ca 129, có ghi:
कामस्तदग्रे समवर्तताधि मनसो रेतः परथमं यदासीत |

सतो बन्धुमसति निरविन्दन हर्दि परतीष्याकवयो मनीषा ||

Thereafter rose Desire in the beginning, Desire the primal seed and germ of Spirit,

Sages who searched with their heart's thought discovered the existent's kinship in the non-existent.— Rig Veda, ~ 15th century BC

### Ba Tư
The children of Adam are limbs of one body

Having been created of one essence.

When the calamity of time afflicts one limb

The other limbs cannot remain at rest.

If you have no sympathy for the troubles of others

You are not worthy to be called by the name of "man".
Sa'di, Gulistan   
Rumi, Hafiz và Sa'di là những biểu tượng của niềm đam mê và tình yêu mà văn hóa và ngôn ngữ Ba Tư thể hiện. Từ trong tiếng Ba Tư cho tình yêu là Ishq, bắt nguồn từ tiếng Ả Rập, tuy nhiên, phần lớn coi từ này là quá khắt khe một thuật ngữ cho tình yêu giữa các cá nhân và thường được thay thế bằng từ "doost dashtan" ("thích"). Trong văn hóa Ba Tư, mọi thứ đều được tình yêu bao bọc và tất cả là vì tình yêu, bắt đầu từ yêu bạn bè và gia đình, chồng và vợ, và cuối cùng đạt đến tình yêu thiêng liêng là mục tiêu cuối cùng của cuộc sống.

## Quan điểm tôn giáo

### Tôn giáo Abraham

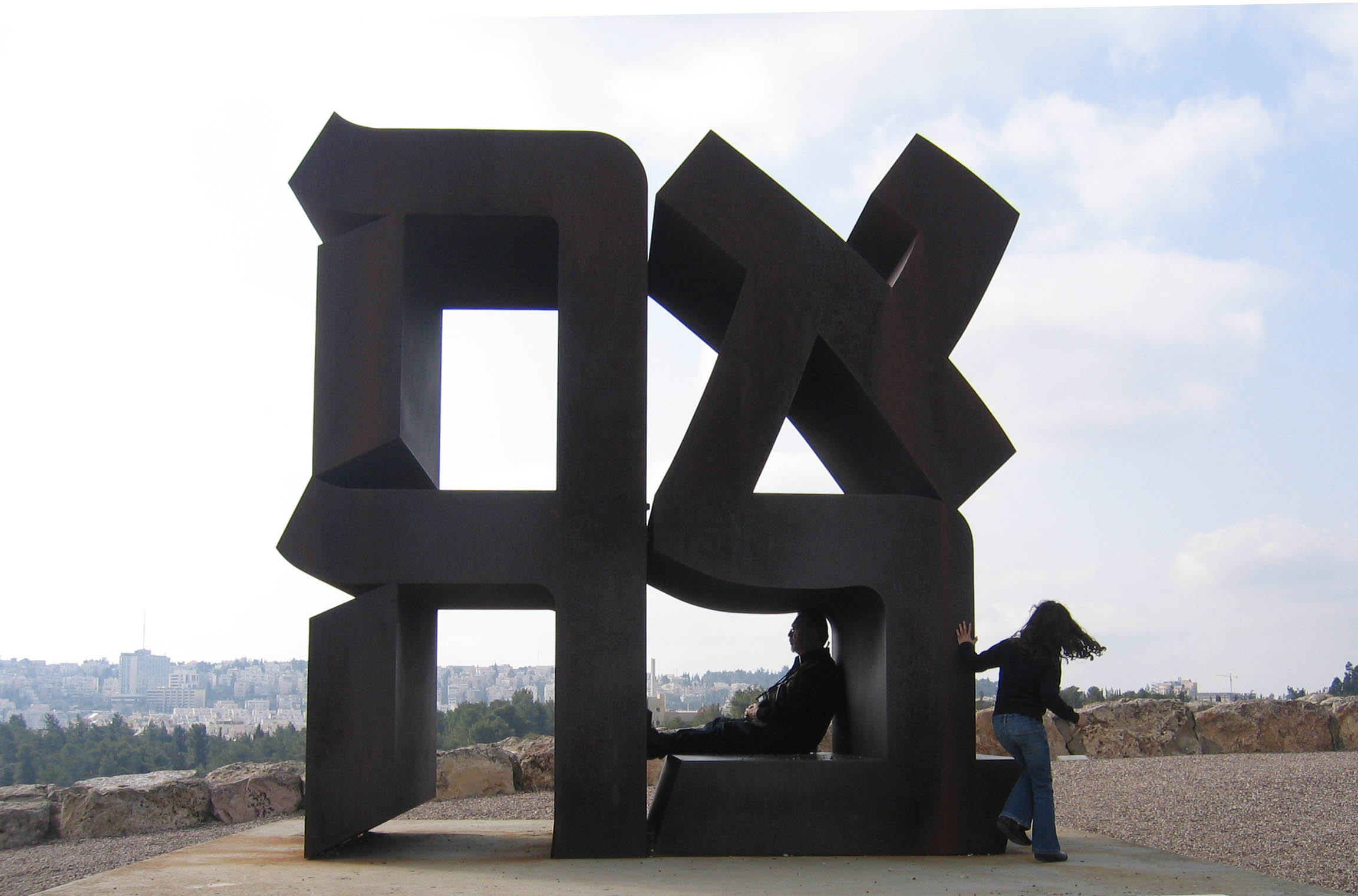
Tượng điêu khắc Tình yêu, đánh vần của chữ ahava. Tác giả Robert Indiana, 1977.

#### Do Thái giáo
Trong tiếng Hebrew, אהבה  (ahava) là thuật ngữ được sử dụng phổ biến nhất cho cả tình yêu giữa các cá nhân và tình yêu giữa Chúa Trời và các sáng tạo của Chúa Trời. Chesed, thường được dịch là lòng tốt yêu thương, được sử dụng để mô tả nhiều hình thức tình yêu giữa con người.
Điều răn phải yêu thương người khác được đưa ra trong Torah, trong đó tuyên bố:"Hãy yêu thương kẻ lân cận ngươi như mình" (Leviticus 19:18). Điều răn của Torah là yêu Chúa "bằng cả trái tim, với tất cả tâm hồn và với tất cả sức lực của bạn" (Phục truyền Luật lệ ký 6:5) được Mishnah (một văn bản trung tâm của luật truyền miệng của người Do Thái) đề cập đến những việc tốt, sẵn lòng hy sinh mạng sống của một người thay vì phạm phải những tội lỗi nghiêm trọng nhất định, sẵn sàng hy sinh tất cả tài sản của mình và biết ơn Chúa bất chấp nghịch cảnh (Berachoth 9:5). Văn học Rabbinic có thấy cách nhìn khác với cách tình yêu này có thể được phát triển, ví dụ, bằng cách suy ngẫm những việc thiêng liêng hoặc chứng kiến những điều kỳ diệu của tự nhiên.
Đối với tình yêu giữa các đối tác hôn nhân, đây được coi là một thành phần thiết yếu cho cuộc sống: "Xem cuộc sống với người vợ mà bạn yêu" (Sách Giảng viên 9:9). Giáo sĩ Do Thái David Wolpe viết rằng "... tình yêu không chỉ là cảm xúc của người đang yêu... Đó là khi một người tin vào một người khác và thể hiện điều đó". Ông nói thêm rằng "... tình yêu... là một cảm giác thể hiện bằng hành động. Những gì chúng ta thực sự cảm thấy được phản ánh trong những gì chúng ta làm." Cuốn sách Kinh thánh Sách Diễm ca được coi là một phép ẩn dụ lãng mạn về tình yêu giữa Thiên Chúa và dân tộc của mình, nhưng theo cách đọc đơn giản, nó giống như một bản tình ca. Rabbi Eliyahu Eliezer Dessler của thế kỷ 20 thường được trích dẫn là xác định tình yêu theo quan điểm của người Do Thái là "cho đi mà không mong nhận lại" (từ Michtav me-Eliyahu, Vol. 1).

#### Kitô giáo
Theo hiểu biết của Kitô giáo, tình yêu đến từ Thiên Chúa. Tình yêu của đàn ông và phụ nữ, eros trong tiếng Hy Lạp và tình yêu không vị kỷ hướng đến người khác (agape), thường được đối lập tương ứng là tình yêu "hướng xuống" và "hướng lên", nhưng cuối cùng lại giống nhau.
Có một số từ Hy Lạp cho "tình yêu" thường được nhắc đến trong giới Kitô giáo.
- Agape: Trong Tân Ước, agapē là từ thiện, vị tha, vị tha và vô điều kiện. Đó là tình yêu của cha mẹ, được coi là tạo ra lòng tốt trong thế giới; đó là cách Thiên Chúa được nhìn nhận để yêu thương nhân loại, và nó được coi là loại tình yêu mà các Kitô hữu khao khát dành cho nhau.[30]
- Phileo: Cũng được sử dụng trong Tân Ước, phileo là một phản ứng của con người đối với một cái gì đó được tìm thấy là thú vị. Còn được gọi là "tình anh em".
- Hai từ còn lại cho tình yêu trong tiếng Hy Lạp, eros (tình yêu nhục dục) và storge (tình cảm của con cái đối với cha mẹ), không bao giờ được sử dụng trong Tân Ước.

Kitô hữu tin rằng yêu Chúa bằng cả trái tim, tâm trí và sức mạnh của mình và yêu người hàng xóm như yêu chính bản thân mình là hai điều quan trọng nhất trong cuộc sống (điều răn lớn nhất của Torah Do Thái, theo Jesus; Phúc âm Máccô chương 12, câu 28-34). Thánh Augustine tóm tắt điều này khi ông viết "Yêu Chúa, và làm như bạn phải làm".
Sứ đồ Phaolô tôn vinh tình yêu là đức tính quan trọng nhất trong tất cả. Mô tả tình yêu theo cách giải thích thơ nổi tiếng trong Thư thứ nhất gửi tín hữu Cô-rinh-tô, ông viết: "Tình yêu là kiên nhẫn, tình yêu là tử tế. Nó không ghen tị, nó không khoe khoang, nó không tự hào. Nó không thô lỗ, nó không tự tìm kiếm, nó không dễ dàng tức giận, nó không có sai lầm. Tình yêu không vui thích với cái ác mà vui mừng với sự thật. Nó luôn bảo vệ, luôn tin tưởng, luôn hy vọng và luôn kiên trì". (1 Côrintô 13: 4-7, NIV)
Sứ đồ Gioan viết: "Vì Thiên Chúa yêu thế gian đến nỗi đã ban Con duy nhất của người xuống, rằng bất cứ ai tin vào Người sẽ không bị diệt vong mà có được sự sống đời đời. Vì Thiên Chúa đã không gửi Con của Người vào thế gian để kết án thế giới, nhưng để cứu thế giới qua Người". (Gioan 3: 16-17, NIV) Gioan cũng viết: "Các bạn thân mến, chúng ta hãy yêu thương nhau vì tình yêu đến từ Thiên Chúa. Mọi người yêu thương đều được Chúa sinh ra và biết Chúa. Ai không yêu thì không biết Chúa, vì Chúa là tình yêu". (1 Gioan 4: 7-8, NIV)

Tình yêu thiêng liêng và tục tĩu (1602-03) của Giovanni Baglione. Dự định là một cuộc tấn công vào kẻ thù đáng ghét của mình, nghệ sĩ Caravaggio, nó cho thấy hình một cậu bé (gợi ý về sự đồng tính luyến ái của Caravaggio) ở một bên, một ác quỷ với mặt của Caravaggio, và giữa một thiên thần đại diện cho tình yêu thuần khiết, không khiêu dâm.

Thánh Augustine nói rằng người ta phải có khả năng giải mã sự khác biệt giữa tình yêu và ham muốn. Đam mê sắc dục theo Saint Augustine, là một sự bội thực, nhưng để yêu và được yêu là điều ông đã tìm kiếm trong suốt cuộc đời mình. Augustinô thậm chí còn nói, tôi đã yêu chính tình yêu. Cuối cùng, ông đã yêu và được Chúa yêu lại. Thánh Augustine nói rằng người duy nhất có thể yêu bạn thực sự và trọn vẹn là Thiên Chúa, bởi vì tình yêu với con người chỉ tạo ra những sai lầm như "ghen tuông, nghi ngờ, sợ hãi, giận dữ và ganh đua". Theo Saint Augustine, yêu Chúa là "đạt được sự bình an vốn là của bạn". (Lời thú tội của Thánh Augustine)
Augustine coi điều răn hai chiều về tình yêu trong Matthew 22 là tâm điểm của đức tin Kitô giáo và sự giải thích của Kinh thánh. Sau khi xem xét học thuyết Kitô giáo, Augustinô xử lý vấn đề tình yêu về mặt sử dụng và hưởng thụ cho đến khi kết thúc quyển I của De Doctrina Christiana (1.22,21-1,40,44;).
Các nhà thần học Kitô giáo xem Thiên Chúa là nguồn gốc của tình yêu, được nhân đôi trong con người và các mối quan hệ yêu thương của chính họ. Nhà thần học Kitô giáo có ảnh hưởng lớn C. S. Lewis đã viết một cuốn sách tên là Bốn yêu thương. Giáo hoàng Benedict XVI viết thư gửi các nhà thờ đầu tiên của mình với tiêu đề Thiên Chúa là tình yêu. Ông nói rằng một con người, được tạo ra theo hình ảnh của Thiên Chúa, vốn là tình yêu, có thể thực hành tình yêu; hiến mình cho Chúa và người khác (agape) và bằng cách nhận và trải nghiệm tình yêu của Chúa trong sự suy ngẫm (eros). Cuộc sống ngập tràn tình yêu này, theo ông, là cuộc sống của các vị thánh như Mẹ Teresa ở Calcutta và Trinh nữ Maria và là hướng đi mà các Kitô hữu thực hiện khi họ tin rằng Chúa yêu họ.
Giáo hoàng Phanxicô đã dạy rằng "Tình yêu đích thực là cả yêu thương và để cho chính mình được yêu thương... điều quan trọng trong tình yêu không phải là tình yêu của chúng ta, mà là cho phép mình được Thiên Chúa yêu thương". Và vì vậy, trong phân tích của một nhà thần học Công giáo, đối với Giáo hoàng Phanxicô, "chìa khóa của tình yêu... không phải là hoạt động của chúng ta. Đó là hoạt động của nguồn lực lớn nhất và là nguồn gốc của tất cả các quyền lực trong vũ trụ: Chúa Trời".
Trong Kitô giáo, định nghĩa thực tế về tình yêu được Thánh Thomas Aquinô tóm tắt, người đã định nghĩa tình yêu là "sẽ làm điều tốt cho người khác", hoặc mong muốn người khác thành công. Đây là một lời giải thích về nhu cầu của người Kitô hữu để yêu thương người khác, kể cả kẻ thù. Như Thomas Aquinas giải thích, tình yêu Kitô giáo được thúc đẩy bởi nhu cầu nhìn thấy người khác thành công trong cuộc sống, trở thành người tốt.
Về tình yêu dành cho kẻ thù, Giêsu được trích dẫn là đã nói trong Tin mừng Matthew chương năm:
"Bạn đã nghe rằng người ta nói, 'Yêu hàng xóm của bạn và ghét kẻ thù của bạn'. Nhưng tôi nói với bạn, hãy yêu kẻ thù của bạn và cầu nguyện cho những kẻ bắt bớ bạn, rằng bạn có thể là con của Cha trên trời. Cha làm cho mặt trời của mình trỗi dậy trên cái ác và cái thiện, và gửi mưa cho những người công bình và những người bất chính. Nếu bạn yêu những người yêu bạn, bạn sẽ nhận được phần thưởng nào? Thậm chí còn có những người thu thuế làm điều đó. Và nếu bạn chỉ chào hỏi người của bạn, bạn đang làm gì cao hơn những người khác? Thậm chí người ngoại đạo cũng làm điều đó. Do đó, hãy trở nên hoàn hảo, vì Cha trên trời của bạn là hoàn hảo." - Matthew 5: 43-48.
Nhắc nhở mọi người hãy yêu bằng sự tha thứ, Giêsu đã cứu một phụ nữ ngoại tình thoát khỏi việc bị ném đá. Luật Môi-se được phản ánh trong Sách luật Deuteronomy 22: 22-24, cho thấy thế giới của những kẻ giả nhân giả nghĩa cần tình yêu mang tính tha thứ: "Nếu một người đàn ông bị phát hiện ngủ với một người phụ nữ có chồng, thì cả hai sẽ chết - người đàn ông ngủ với người phụ nữ và người phụ nữ, vì vậy bạn sẽ loại cái xấu khỏi Israel. Nếu một phụ nữ trẻ còn trinh được hứa hôn với một người chồng và một người đàn ông ngủ với cô ấy, thì bạn sẽ mang cả hai ra ngoài cổng thành phố đó, và bạn sẽ ném đá họ đến chết, ném đá người phụ nữ trẻ vì cô không khóc trong thành phố, và ném đá người đàn ông vì anh ta hạ nhục vợ người hàng xóm; vì vậy bạn sẽ loại bỏ cái xấu ra khỏi chính bản thân bạn."
Tertullian đã viết về tình yêu dành cho kẻ thù: "Lòng tốt cá nhân, phi thường và hoàn hảo của chúng ta bao gồm việc yêu thương kẻ thù. Yêu bạn bè là một thói quen phổ biến, yêu kẻ thù là một việc chỉ có những người theo Kitô giáo làm."

#### Hồi giáo

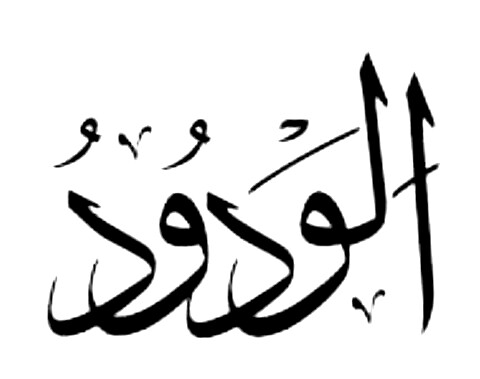
Trong Hồi giáo, một trong 99 tên của Thiên Chúa là Al-Wadūd, có nghĩa là "Sự yêu thương".

Tình yêu bao bọc quan điểm Hồi giáo về cuộc sống như tình anh em phổ quát áp dụng cho tất cả những ai nắm giữ đức tin. Trong số 99 tên của Thiên Chúa (Allah), có tên Al-Wadud, hay "Người yêu thương", được tìm thấy trong Surah Qur'an 11:90  cũng như Surah Qur'an 85:14 . Thiên Chúa cũng được nhắc đến ở đầu mỗi chương trong Qur'an là Ar-Rahman và Ar-Rahim, hay "Từ bi nhất" và "Thương xót nhất", cho thấy rằng không ai yêu thương, nhân ái và nhân từ hơn Thiên Chúa. Qur'an (Coran) nói đến Thiên Chúa là "đầy lòng nhân ái".
Qur'an khuyến khích các tín đồ Hồi giáo đối xử với tất cả mọi người, những người không bắt bớ họ, bằng birr hoặc "lòng tốt sâu sắc" như đã nêu trong Surah Qur'an 6:8-9 . Birr cũng được Qur'an sử dụng để mô tả tình yêu và lòng tốt mà trẻ em phải thể hiện với cha mẹ.
Ishq, hay tình yêu thiêng liêng, là điểm nhấn của Sufi giáo trong truyền thống Hồi giáo. Các tín đồ Sufi giáo tin rằng tình yêu là sự phóng chiếu bản chất của Thiên Chúa lên vũ trụ. Thiên Chúa mong muốn nhận ra vẻ đẹp, và như thể người ta nhìn vào gương để thấy chính mình, Thiên Chúa "nhìn" chính mình trong sự năng động của tự nhiên. Vì tất cả mọi thứ là sự phản ánh của Thiên Chúa, Sufi giáo nỗ lực để thấy vẻ đẹp bên trong của những gì thấy xấu xí bên ngoài. Sufi giáo thường được gọi là tôn giáo của tình yêu. Thiên Chúa trong Sufi giáo được nhắc đến trong ba thuật ngữ chính, đó là Người tình, Người được yêu và Người được yêu say đắm, với thuật ngữ cuối cùng thường thấy trong thơ Sufi. Một quan điểm phổ biến của Sufi giáo là thông qua tình yêu, loài người có thể lấy lại sự thuần khiết và ân sủng vốn có của nó. Các vị thánh của Sufi giáo nổi tiếng vì "say sưa" với tình yêu của Thiên Chúa; do đó, thường xuyên có các ám chỉ đến rượu vang trong thơ và nhạc Sufi.

#### Baha'i giáo
Trong quyển sách Những Bài Giảng Của Đức Abdul-Baha Tại Paris, `Abdu'l-Bahá mô tả bốn loại tình yêu: tình yêu tuôn chảy từ Thiên Chúa sang con người; tình yêu tuôn chảy từ con người đến Thiên Chúa; tình yêu của Thiên Chúa đối với Bản ngã hoặc Bản sắc của Thiên Chúa; và tình yêu của con người dành cho con người.

### Các tôn giáo Ấn Độ

#### Phật giáo
Trong Phật giáo, Kāma là tình yêu về mặt cảm giác, tình dục. Đó là một trở ngại trên con đường dẫn đến giác ngộ, vì nó là ích kỷ. Karuṇā là từ bi và thương xót, làm giảm bớt đau khổ của người khác. Nó là bổ sung cho trí tuệ và cần thiết cho sự giác ngộ. Adveṣa và mettā là tình yêu nhân từ. Tình yêu này là vô điều kiện và đòi hỏi sự chấp nhận bản thân đáng kể. Điều này khá khác biệt với tình yêu thông thường, thường là chỉ sự gắn bó và tình dục và hiếm khi xảy ra mà không có lợi cho bản thân. Thay vào đó, trong Phật giáo, advesa và metta đề cập đến sự tách rời và sự quan tâm không mang tính ích kỷ đối với người khác.
Lý tưởng Bồ tát trong Phật giáo Đại thừa liên quan đến việc từ bỏ hoàn toàn chính mình để gánh lấy gánh nặng của một thế giới đang đau khổ. Động lực mạnh mẽ nhất mà người ta có để đi theo con đường của Bồ tát là ý tưởng cứu rỗi trong tình yêu vị tha, quên mình cho tất cả chúng sinh.

#### Ấn Độ giáo

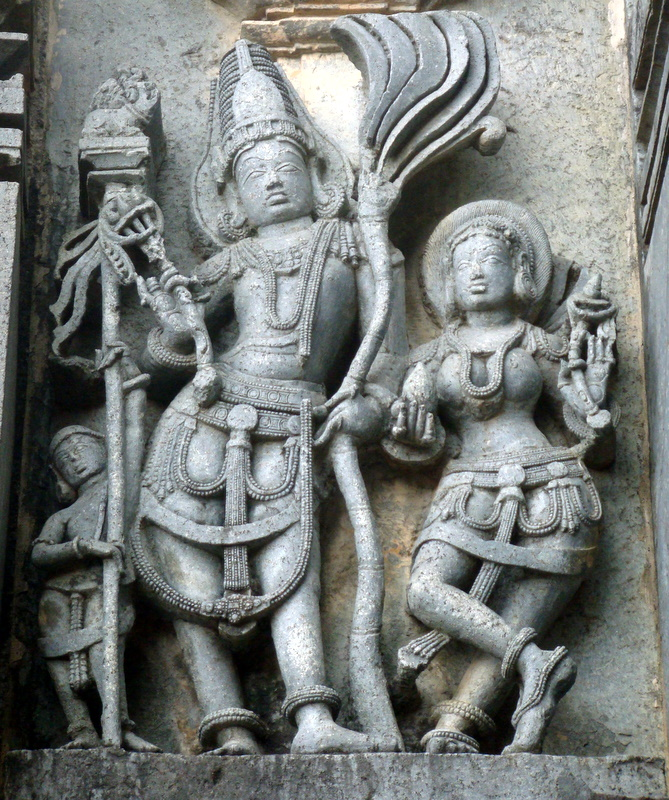
Kama (trái) với Rati trên một bức tường của Đền Chennakesava, Belur

Trong Ấn Độ giáo, kāma là thú vui, tình yêu, được nhân cách hóa bởi vị thần Kamadeva. Đối với nhiều trường phái Hindu, đó là cách kết thúc thứ ba (Kama) trong cuộc đời. Kamadeva thường được mô tả cầm một cây cung làm từ cây mía và một mũi tên làm từ hoa; thần có thể cưỡi trên một con vẹt lớn. Kamadeva thường đi cùng với người phối ngẫu Rati và người bạn đồng hành Vasanta, chúa tể của mùa xuân. Hình ảnh trên đá của Kamadeva và Rati có thể được nhìn thấy trên cửa của ngôi đền Chennakeshava tại Belur, ở Karnataka, Ấn Độ. Maara là tên gọi khác của kāma.
Trái ngược với kāma, prema – hoặc Prem – đề cập đến tình yêu nâng cao. Karuna là lòng trắc ẩn và lòng thương xót, thúc đẩy một người giúp giảm bớt đau khổ của người khác. Bhakti là một thuật ngữ tiếng Phạn, có nghĩa là "lòng sùng kính yêu thương đối với Thiên Chúa tối cao". Một người thực hành bhakti được gọi là bhakta. Các nhà văn, nhà thần học và triết gia Ấn Độ giáo đã phân biệt chín hình thức bhakti, có thể được tìm thấy trong Bhagavata Purana và các tác phẩm của Tulsidas. Tác phẩm triết học Narada Bhakti Sutras, được một tác giả vô danh (được nhận định là Narada) viết ra, trong đó phân biệt mười một hình thức của tình yêu.